# Mathurine de Vallois
Mathurine de Vallois även kallad Mathurine la Folle, född okänt år, levde ännu 1627, var en berömd fransk hovnarr.
Hon var narr vid Henrik III:s, Henrik IV:s och Ludvig XIII:s hov. Hon är välkänd i historien om narrar, och det har berättats många anekdoter om henne. Hon var känd för sina kostymeringar och klädde sig ofta som  amason. År 1594 var hon närvarande vid Jean Châtels attentatsförsök mot Henrik IV och hindrade honom från att fly, och gjorde därför att han kunde arresteras. Hon var känd som katolik och misstänktes därför att vara inblandad i attentatet, men frikändes för det. 